# Église Notre-Dame-des-Douleurs de Birżebbuġa

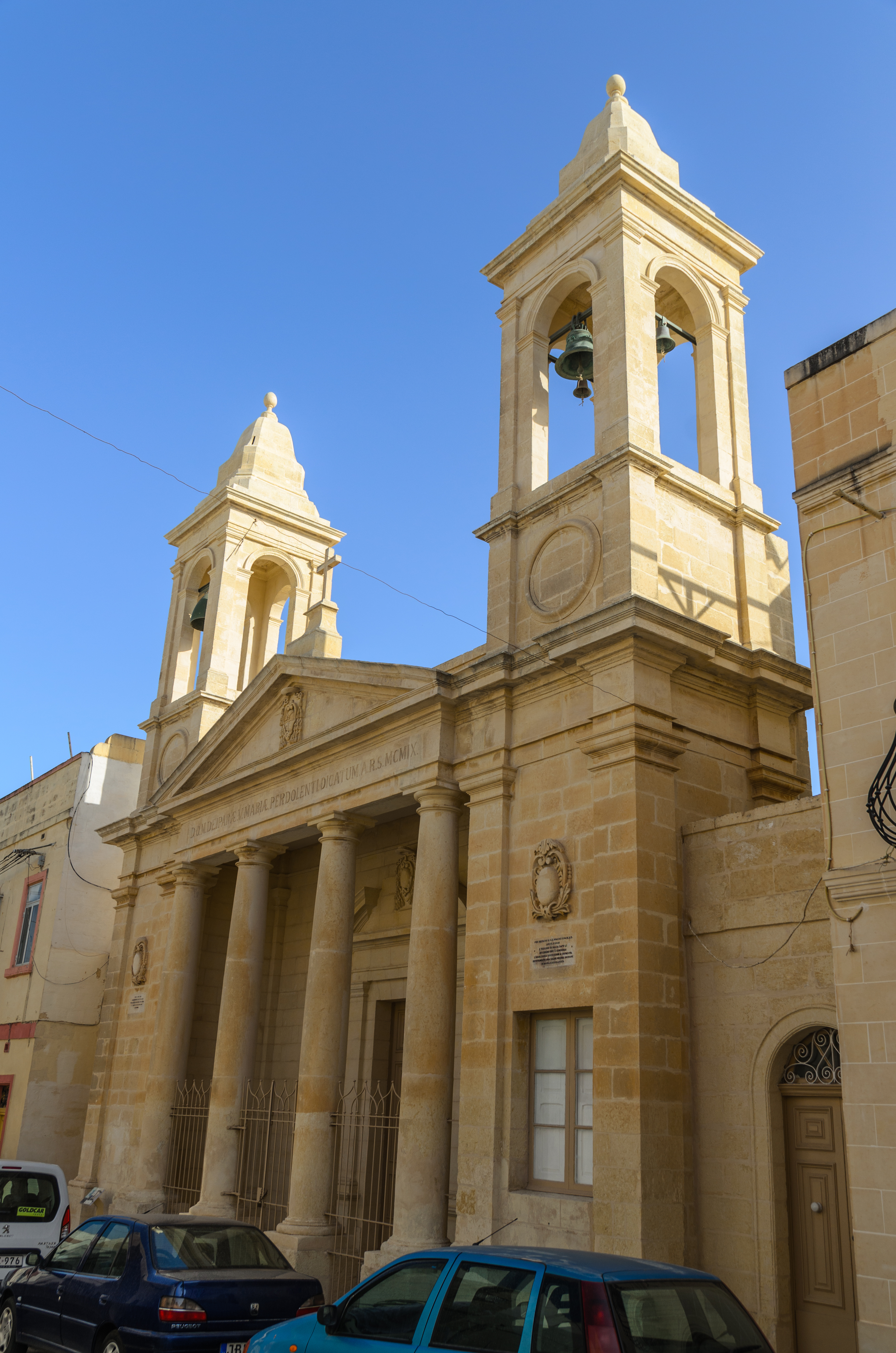
Église Notre-Dame-des-Douleurs

Pour les articles homonymes, voir Église Notre-Dame-des-Douleurs.
L'église Notre-Dame-des-Douleurs est une église catholique ouverte en 1907 située à Birżebbuġa, à Malte